# Leechia
Leechia là một chi bướm đêm thuộc họ Crambidae.

## Các loài
- Leechia bilinealis South in Leech & South, 1901[2]
- Leechia exquisitalis (Caradja, 1927)
- Leechia sinuosalis South in Leech & South, 1901[2]